# Термопсихрометр
Термопсихрометр (рос. термопсихрометр англ. thermopsychrometer, нім. Thermopsychrometer n) — прилад для вимірювання температури та вологості, наприклад, рудникової атмосфери.

## Інтернет-ресурси
- CPS Products TM360C Temp Seeker Thermo-Psychrometer
- CPS TM350/Y1229 THERMO-PSYCHROMETER TEMP SEEKER 179224